# Hieracium albovittatum
Hieracium albovittatum es una especie de planta con flor del género Hieracium, de la familia Asteraceae, orden Asterales.

## Distribución
Hieracium albovittatum se distribuye por Noruega y Suecia.

## Taxonomía
Fue descrita científicamente por Dahlst. ex Johanss. Fue publicada en Bih. Kongl. Svenska Vetensk.-Akad. Handl. 28(3; 7): 60 (1902).